# Tokai no Hitorigurashi / Aitte Motto Zanshin
Singles de °C-ute
Kanashiki Amefuri / Adam to Eve no Dilemma
(2013) Kokoro no Sakebi o Uta ni Shitemita / Love Take It All
(2014)
 Tokai no Hitorigurashi / Aitte Motto Zanshin  (都会の一人暮らし／愛ってもっと斬新) est le 23e single "major" et 29e single au total du groupe Cute, sorti en 2013.

## Présentation
Le single, écrit, composé et produit par Tsunku, sort le 6 novembre 2013 au Japon sur le label zetima, quatre mois après le précédent single du groupe, Kanashiki Amefuri / Adam to Eve no Dilemma. Comme lui, c'est un single "double face A", le deuxième du groupe, contenant deux chansons principales (Tokai no Hitorigurashi et Aitte Motto Zanshin) et leurs versions instrumentales, ainsi qu'une troisième chanson. Il atteint la 3e place du classement des ventes hebdomadaire de l'oricon.
Il sort en deux éditions régulières notées "A" et "B", avec des pochettes différentes et une troisième chanson différente (Please, Love Me More ! sur l'édition "A", et Yūwaku no Kyūjitsu sur l'édition "B"). Sortent aussi quatre éditions limitées du single, notées "A", "B", "C", et "D", avec des pochettes différentes ; les trois premières contiennent les mêmes titres que l'édition régulière A et un DVD différent en supplément, tandis que la dernière contient les mêmes titres que l'édition régulière B et pas de DVD.
Les deux chansons figureront sur le prochain album du groupe, Cmaj9 qui sortira deux ans plus tard.

## Formation
Membres du groupe créditées sur le single :
- Maimi Yajima
- Saki Nakajima
- Airi Suzuki
- Chisato Okai
- Mai Hagiwara

## Liste des titres
CD de l'édition régulière A et des éditions limitées A, B, C
1. Tokai no Hitorigurashi (都会の一人暮らし?)
2. Aitte Motto Zanshin (愛ってもっと斬新?)
3. Please, Love Me More ! (Please, love me more!)
4. Tokai no Hitorigurashi (Instrumental) (都会の一人暮らし...?)
5. Aitte Motto Zanshin (Instrumental) (愛ってもっと斬新...?)

DVD de l'édition limitée A
1. Tokai no Hitorigurashi (Music Video) (都会の一人暮らし...?)
2. Tokai no Hitorigurashi (Dance Shot Ver.) (都会の一人暮らし...?)

DVD de l'édition limitée B
1. Aitte Motto Zanshin (Music Video) (愛ってもっと斬新...?)
2. Aitte Motto Zanshin (Dance Shot Ver.) (愛ってもっと斬新...?)

DVD de l'édition limitée C
1. Tokai no Hitorigurashi (Close-up Ver.) (都会の一人暮らし...?)
2. Aitte Motto Zanshin (Close-up Ver.) (愛ってもっと斬新...?)
3. Tokai no Hitorigurashi / Aitte Motto Zanshin (Jacket & MV Making & Off-shot) (...MV撮影メイキング＆オフショット映像）?)

CD de l'édition régulière B et de l'édition limitée D
1. Tokai no Hitorigurashi (都会の一人暮らし?)
2. Aitte Motto Zanshin (愛ってもっと斬新?)
3. Yūwaku no Kyūjitsu (誘惑の休日?)
4. Tokai no Hitorigurashi (Instrumental) (都会の一人暮らし...?)
5. Aitte Motto Zanshin (Instrumental) (愛ってもっと斬新...?)